# Requiem (Tichtchenko)
Pour les articles homonymes, voir Requiem (homonymie).

Requiem op35 est une œuvre composée en 1966 par Boris Tichtchenko pour soprano, ténor et orchestre symphonique. Le texte est d'Anna Akhmatova,,.